# 女木島
女木島（めぎじま）は、瀬戸内海にある島。香川県高松市女木町に属する。郵便番号は760-0092（高松中央郵便局管区）。また、女木島は「雌」、男木島は「雄」を指し、両者で雌雄島（しゆうじま）を成す。

## 概要

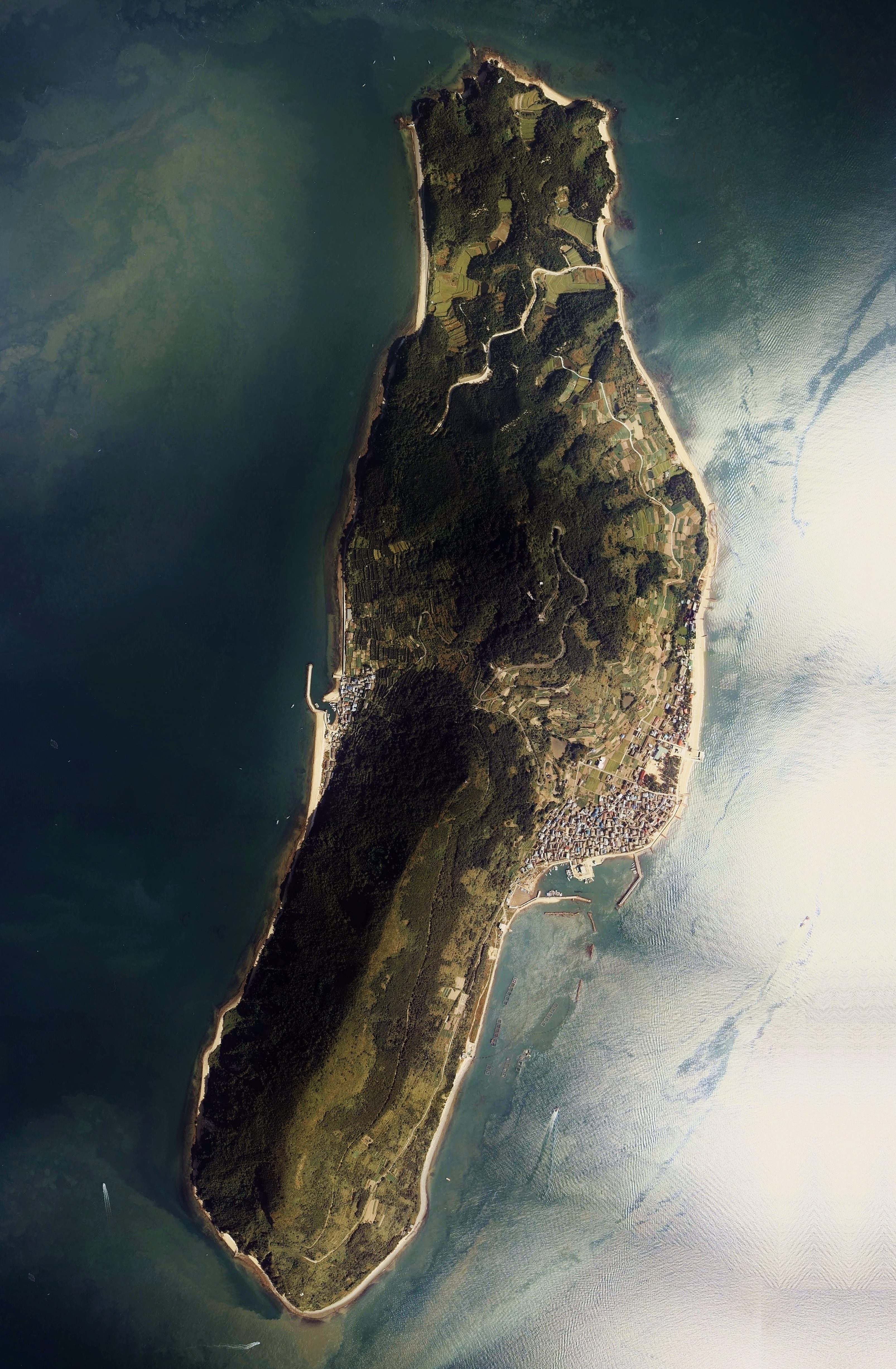
島の全形

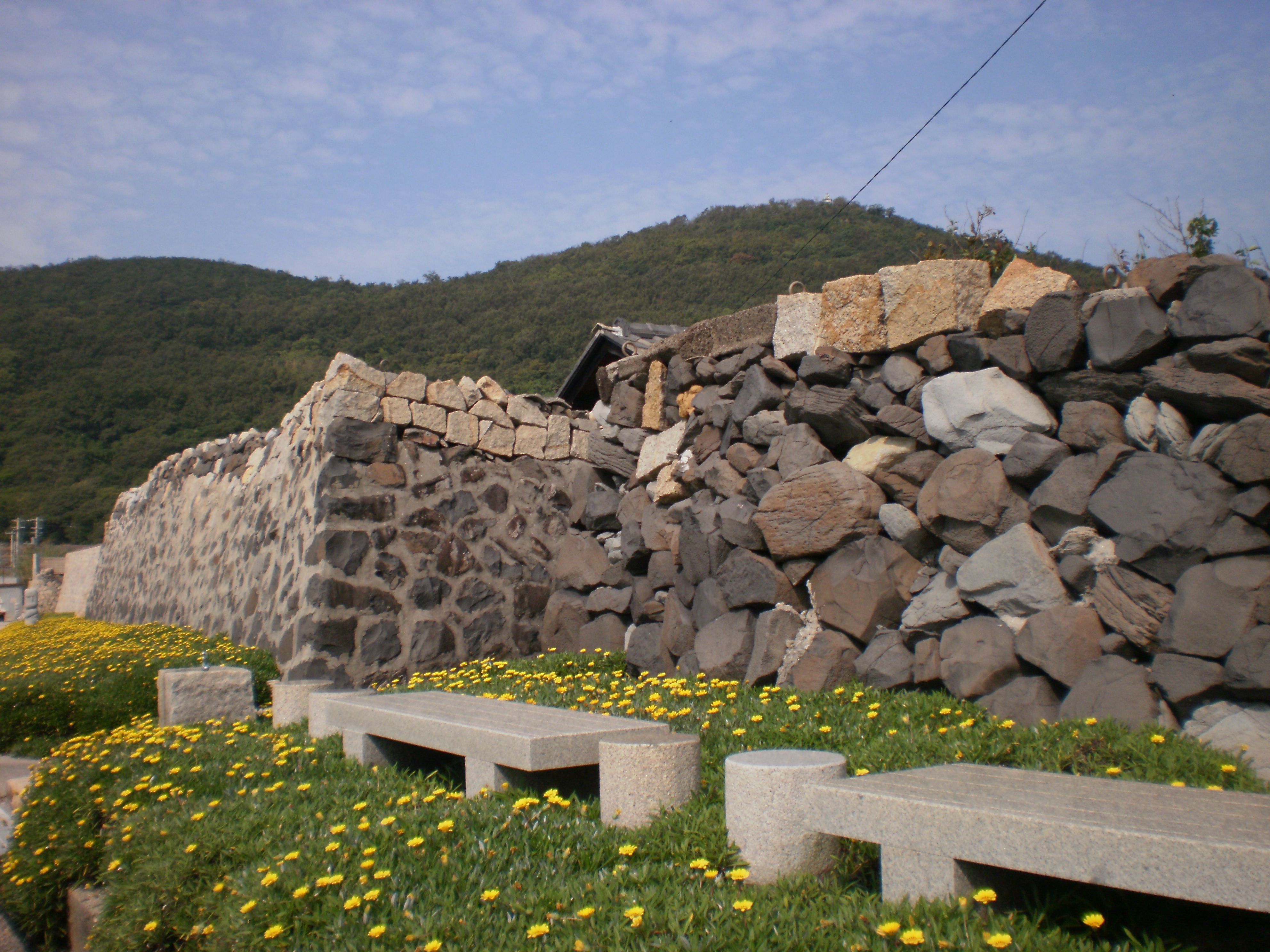
女木島のオーテ

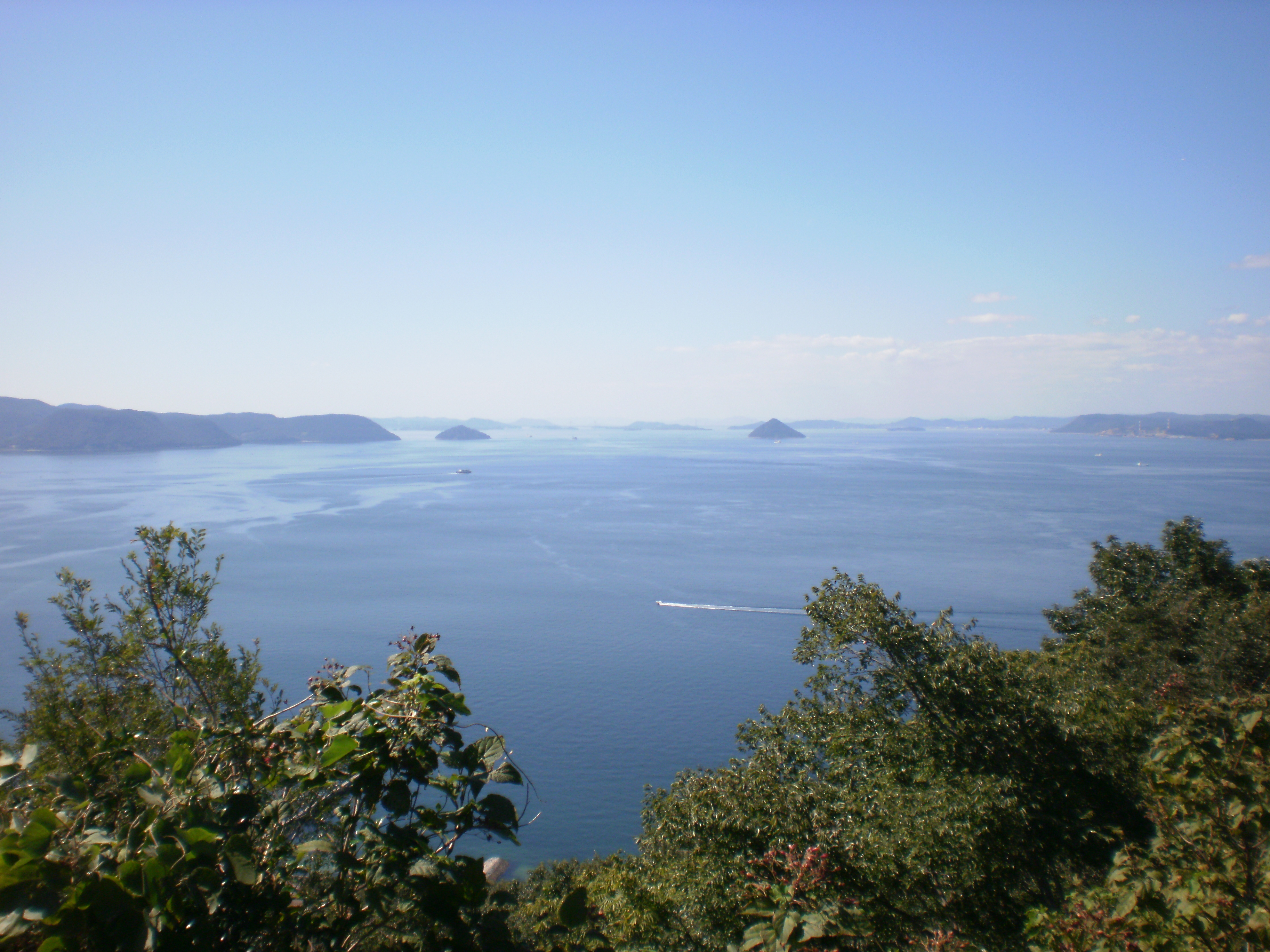
鷲ヶ峰の山頂より西方を望む

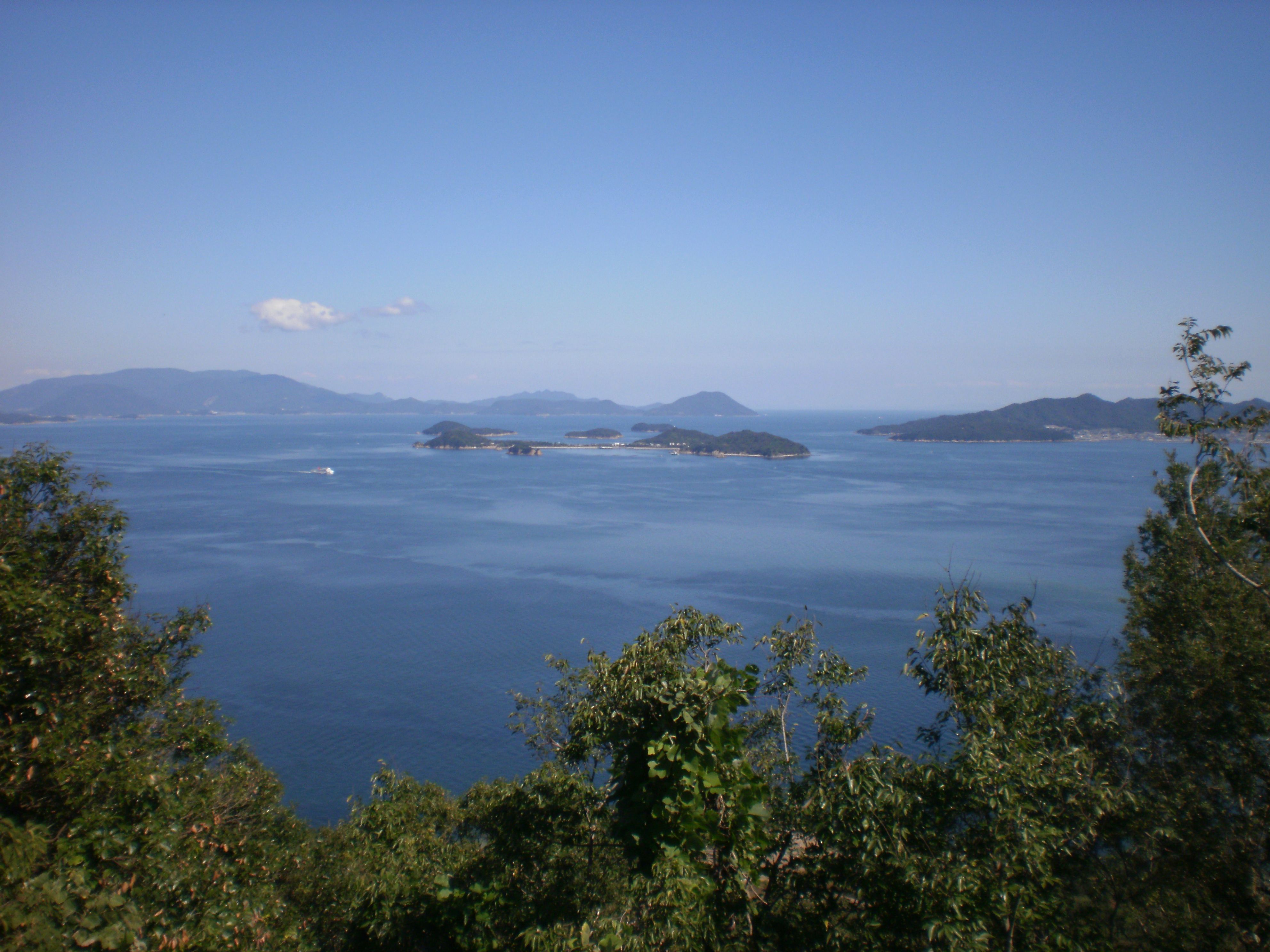
鷲ヶ峰の山頂より東方を望む

高松港の北々東約4キロメートルの海上にあり、北々東軸約4キロメートル、北西軸約1キロメートルの細長い島である。高松港と女木島の南端は約3キロメートルである。また、女木港の北々東約4キロメートルに男木港があり、女木島の北端と男木島の南端は約1キロメートルである。島の面積は2.62平方キロメートル、周囲は8.9キロメートル、最高点のタカト山は216.0メートルである。
洞窟直上の鷲ヶ峰の山頂に、360度の多島海が眺められる展望景観などを有し、1934年（昭和9年）3月16日、国立公園として初の、瀬戸内海国立公園に指定された。
島の人口は168人、世帯数は107世帯、過疎化が進んだ状況である。島民のほとんどが、女木港周辺の東浦に集住するが、西浦にも集落がある。狭い平地と段々畑による畑作と、漁業の半農半漁の島である。かつて女性は、重い荷物を頭上にのせて運ぶ「頭上運搬」が日常の風景であった。そして、桃太郎伝説にちなんだ女木島の愛称は、「鬼ヶ島」である。
山頂からの展望景観に加え、民家を囲うオーテ（石垣）は、女木島独特の景観である。そして、鬼ヶ島大洞窟・海水浴場・モアイ像・2000本の桜などで観光客を集める。
女木島の読みは、「めぎしま」と「めぎじま」の2通りが見られるが、国土地理院と海上保安庁が定めた「めぎじま」とする。

## 地形

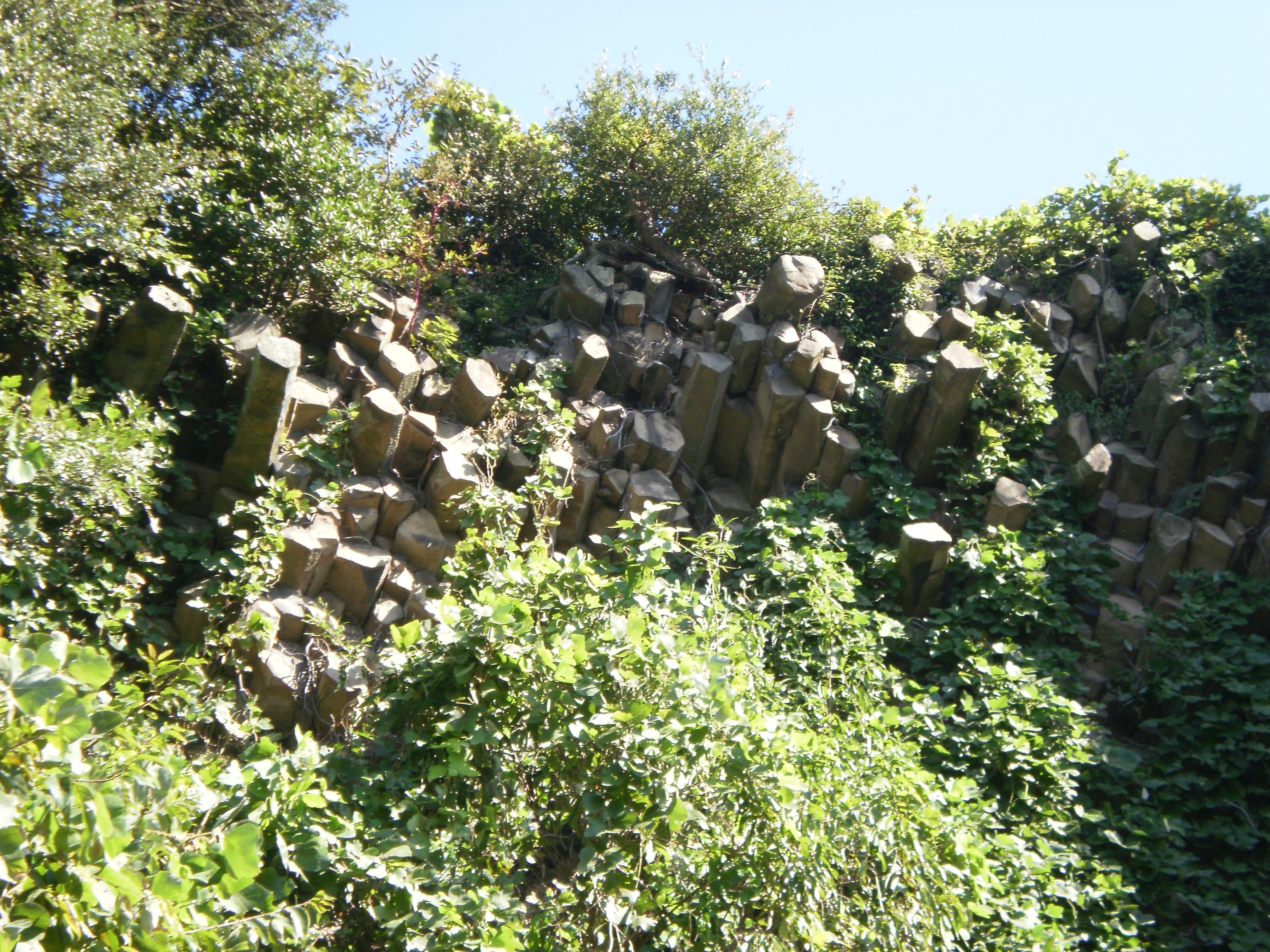
洞窟の出口上方の柱状節理

女木島は北側の標高186.8メートルの鷲ヶ峰、南側の標高216.0メートルのタカト山、両者の間の標高153メートルのズッコウ山（日蓮山）の山並みから成る。基盤岩は花崗岩類、上層部は玄武岩質火山礫凝灰岩、頂部は讃岐岩質玄武岩溶岩（カンラン石玄武岩）で覆われるが、浸食（開析）が進んで平坦面は残っていない。そして、鷲ヶ峰の鬼ヶ島大洞窟の出口の上方に崖があり、見上げると柱状節理の岩柱が見える。島の中央の東西両岸に小規模の堆積平野が見られるほかは、傾斜地である。

## 歴史
鎌倉時代は四国本土の豪族、香西氏の領地であった。室町時代の末から江戸時代の初期は香西氏の一族、直島の高原氏が所有していたが、1672年（寛文12年）に幕府の直轄地（天領）となる。
天領の時代は直島・女木島・男木島を「直島三か島」と称し、備中松山藩領地・倉敷代官所支配・大坂城代支配・高松藩預地など、たびたび支配者が変わるが、幕末は備中倉敷代官の支配下にあった。
1871年（明治4年）、明治維新後の廃藩置県で、香川県香川郡へ編入された。1890年（明治23年）、自然村の女木島と男木島で、行政村の雌雄島（しゆうじま）村が成立する。
明治以降は、農漁業地から商工業地の高松市・阪神地域への人口供給の一般的傾向をもつ。大正期から昭和初期には、アメリカ160人の他、ブラジル・カナダに移住している。

### 島名の由来
いくつかの説がある。
1. 那須与一が射落とした扇の一部が流れ着いたことから「メギ」という名がついた（このあたりでは「壊れる」ことを「めげる」と言う）。
2. 北隣にある男木島と合わせて、2つの島を男女に見立ててオギの「オ」に対応するものとしてメギの「メ」がついた。
  - 「ギ」は、木の多い「木島」、防御地を意味する「城島」と考えられる。
3. 「紀」と呼ばれる出雲系種族が住みついた。
4. 『古事記』にまつわる「姪姫(玉依姫)」から名づけた。

### 年表

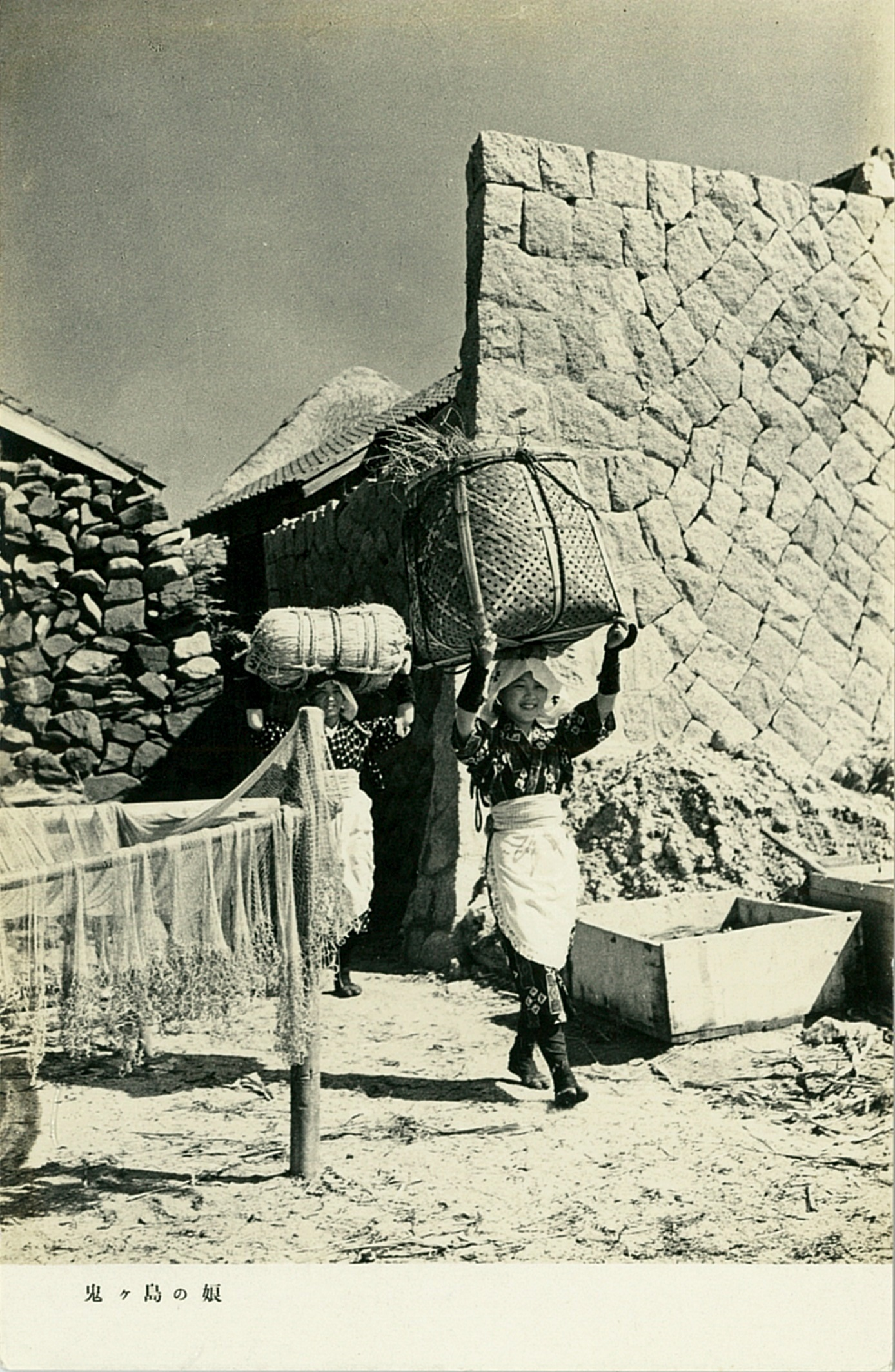
頭上運搬をする島の娘。鉄道省（1920-1943）発行の絵葉書より。

- 1890年（明治23年） - 女木島と男木島が町村制を施行し、行政村の香川県香川郡雌雄島村が成立。雌雄島村大字女木島になる[10]。
- 1937年（昭和12年） - 島民がズッコウ山の山頂に日蓮上人像を設置[10]。
- 1956年（昭和31年） - 女木島灯台が点灯、供用開始となる[1]。
- 1956年（昭和31年） - 雌雄島村は高松市に合併する。女木島は高松市女木町となる。女木出張所が開所、小・中学校も市立に改称する[1]。
- 1957年（昭和32年） - 離島振興法の指定を受ける。
- 1958年（昭和33年） - 市立女木中学校を閉校、市立城内中学校に統合する（その後、市立高松第一中学校に統合）。
- 1960年（昭和35年） - 四国電力の電力供給で点灯する。
- 1976年（昭和51年） - 簡易水道が完成し、給水船による水輸送を開始する。
- 1976年（昭和51年） - 日本電信電話公社のダイヤル電話が即時通話となる。
- 1997年（平成9年）  - 海底移水管が完成し、本土と水道網が直結する。
- 1997年（平成9年）  - 鷲ヶ峰展望台（ 女木島山頂園地）が完成する。
- 2002年（平成14年） - 女木海水浴場の親水護岸・突堤などの海岸環境整備が完了する。
- 2007年（平成19年） - 女木港ビジターバースが完成する。

## 交通
- 高松～女木島～男木島を結ぶ、定期便（雌雄島海運）[13]が運航されている。高松港（サンポート）からフェリーで女木港まで20分、女木港～男木港まで20分である。他に船便は無い。
- フェリーの到着時刻に合わせて「女木港～鬼ヶ島大洞窟」を往復する定期バス[14]が運行されている（冬季は運休、鬼ヶ島観光自動車）。その他は、レンタサイクルが唯一の交通手段。

## 教育
島内の市立女木小学校は、小学生がいないため休校中（2016年現在）。中学生は、本土の市立高松第一中学校へ海路で通うことになる。

## 主な施設
- 女木島郵便局
- 高松市女木出張所：〒760-0092 香川県高松市女木町字宮ノ上203番地1
- 高松市女木診療所
- 女木コミュニティセンター（公民館）

## 名所・観光・レジャー

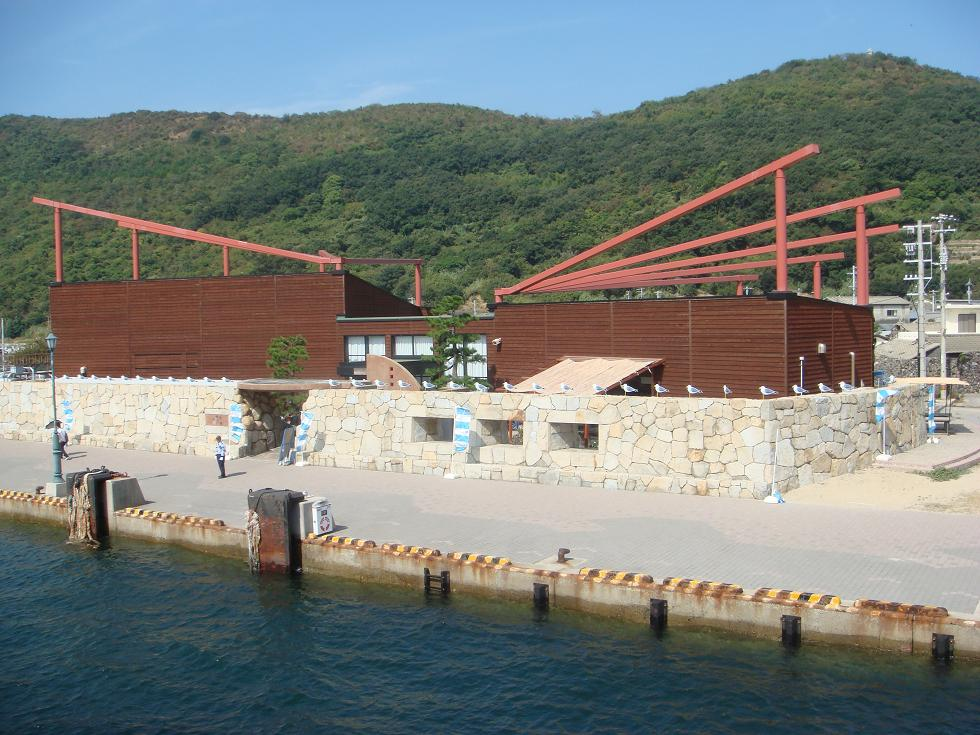
鬼ヶ島おにの館

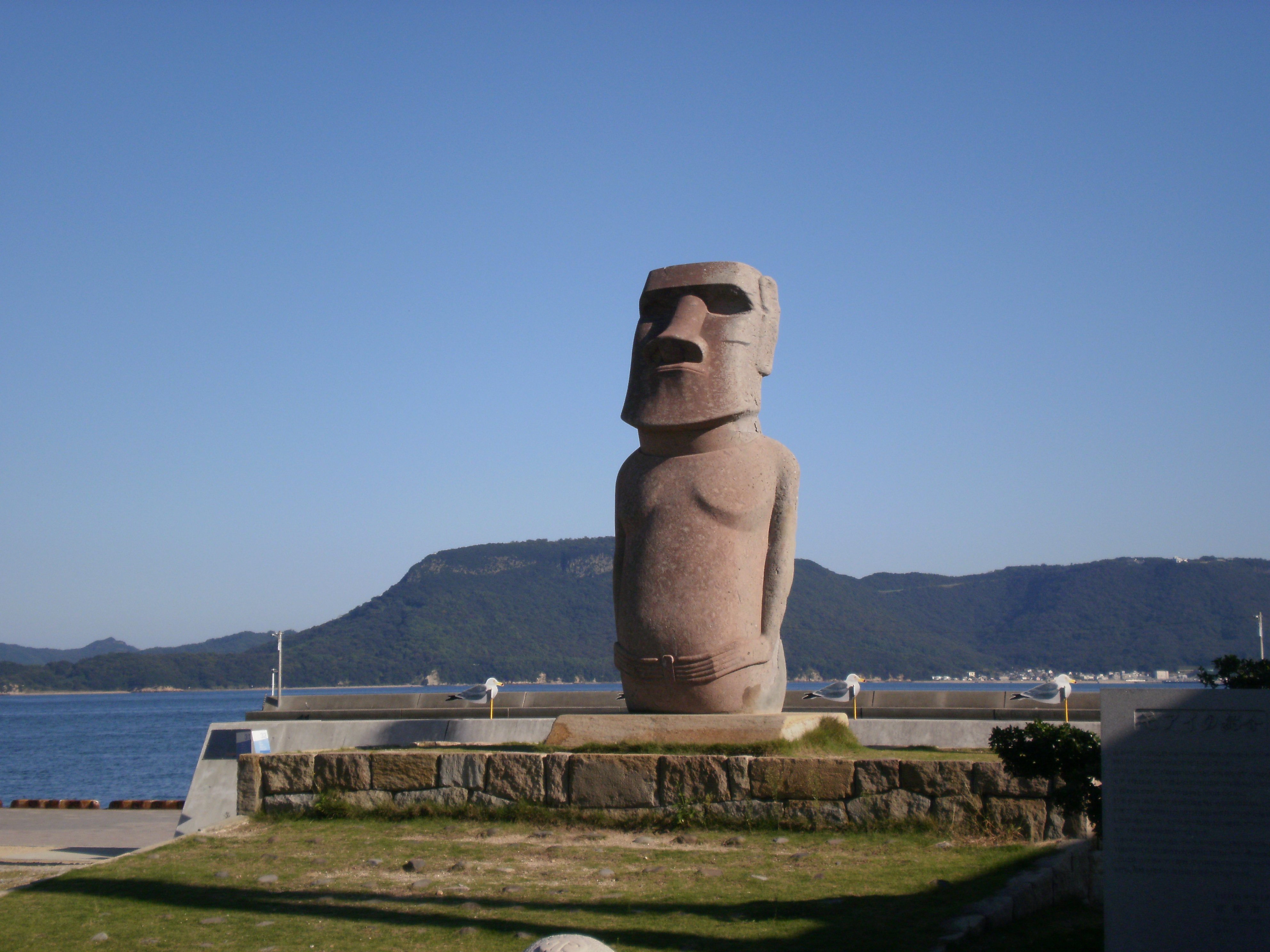
女木島のモアイ像

- 鬼ヶ島大洞窟 - 鷲ヶ峰の山頂近くにある全長400メートルの人工洞窟は、1931年（昭和6年）に高松市に在住の郷土史家、橋本仙太郎が発見。桃太郎伝説と洞窟を結びつけ、島の愛称「鬼ヶ島」の由来となる。その後、観光洞窟として開発される[10]。
- 鷲ヶ峰展望台 - 女木島山頂園地の展望台（鬼ヶ島大洞窟の直上）[5]。
- 3000本の桜[15] - 女木島は桜、男木島は水仙と、花の咲く雌雄の島として注目されている[5]。
- オーテ - 民家の周りに築かれた、高さ3～4メートルの強固な石垣は、冬の季節風に対する防風防潮石垣（大手）である[16]。
- モアイ像 - 世界七不思議の一つ、イースター島（チリ共和国）の倒れたモアイ像を修復した、クレーンメーカー「タダノ」のテスト用の模刻品。「イースター島モアイ修復プロジェクト」の完了後に、高松市に寄贈されたものである[17]。この企業メセナ活動は、メセナ大賞では異例で別格の、審査員特別賞を受賞している[18]。
- 鬼ヶ島海水浴場 - 女木島海水浴場として、環境省の快水浴場百選に選定されている。
- 夕陽と朝日の展望地 - 「日本列島夕陽と朝日の郷づくり協会」の日本の夕陽百選に選定されている。
- 野営場 - 島の北東に香川県の女木島野営場がある[19]。島内で最大のキャンプ場である。
- 鬼ヶ島おにの館[14] - 島の総合観光案内所・無料の「鬼の博物館」・館内食堂が併設され、バスの乗車券・レンタサイクルを扱い、待合所として使用されている。

## 女木島が舞台となった作品
映画
- 釣りバカ日誌 - 1988年公開。西田敏行が演じる主人公浜崎は、女木島からフェリーで高松に通勤するサラリーマン。
- めおん - 2010年公開。女木島と男木島が主な舞台で、ヒロインは高松市出身の木内晶子である。
- 百年の時計 - 2012年公開。金子修介監督のご当地映画で、高松琴平電気鉄道の創業100年記念事業の企画の一つ。
- さがす - 2022年公開。監督は片山慎三、主演は佐藤二朗。第26回釜山国際映画祭に出品された[20]。男木島、女木島がロケ地としてクレジットタイトルに表示される。

小説
- バトル・ロワイアル

その他
- EGO-WRAPPIN'「女根の月」PV- 2013年公開。女木島にて撮影。小島聖出演。

## 出身有名人
- 西尾末広（元副総理の政治家。民社党初代委員長）
- 鬼ヶ島竜（プロボクサー。リングネーム「鬼ヶ島」は、女木島の存在を全国の人々にＰＲするため）
- 熊谷公博（バリトン歌手。徳島文理大学音楽学部教授）